# Massacre de Duékoué
Le massacre de Duékoué est un massacre qui a eu lieu du 27 au 29 mars 2011, dans le cadre de la crise ivoirienne de 2010-2011. Commis dans la ville de Duékoué en Côte d'Ivoire, il a fait entre 152 et 1 000 morts et disparus civils selon les différentes estimations.

## Chronologie

### 2011
- 28 mars : Prise de la ville de Duékoué par les forces d'Allassane Ouattara
- 29 mars : Pillage de la ville.
- Nuit du 29 au 30 mars : Bouclage du quartier "Diaye Bernard" dit Carrefour puis massacre des hommes Wé (autochtones).
- 30 mars : Les civils mâles Wé sont poursuivis dans les marécages bordant le quartier. Les forces de Ouattara démentent avoir tiré sur un hélicoptère de l'ONU qui survolait la ville.
- 31 mars : La Croix Rouge commence a ramasser les corps avec l'aide du bataillon marocain de l'ONUCI, stationné à côté du quartier Carrefour.
- 1er avril : Point de presse de l'ONU signalant le déploiement de troupes de l'ONUCI dans 2 camps de réfugiés à Duékoué (mission catholique à Nahibly et protestante). Le camp sera attaqué un an plus tard par les forces pro-Ouattara sans action des forces de l'ONU.
- 2 avril : La Croix Rouge annonce qu'un massacre de grande ampleur a été commis et annonce avoir dénombré 816 corps, puis, plus tard, 867 corps.
- 4 avril : L'ONG Caritas affirme que 1 000 personnes ont été tuées ou ont disparu. De son côté, l'ONU compte 330 tués par les forces pro-Ouattara et plus de 100 par les forces pro-Gbagbo. Les FRCI n'ont compté que 152 corps, tous des miliciens pro-Gbagbo "et pas des civils".
- 8 avril : L'ONU annonce la découverte de 15 corps en 24 heures à Duékoué.
- 13 avril : Une enquête est ouverte auprès du procureur de Daloa et de la Cour pénale Internationale selon Allassane Ouattara.
- 10 mai : L'ONU accuse Amadé Ouéremi, ressortissant du Burkina Faso (rapport du 10 mai 2011) d'être le chef des dozos qui auraient commis le massacre du quartier Carrefour.

### 2012
- 14 mars : La cour pénale internationale a fait usage d'un drone pour découvrir les 3 charniers. Leur porte-parole a déclaré lors d'une conférence de presse le 14 mars 2012 : « Nous avons trouvé trois aires géographiques localisées dans le ‘’quartier Carrefour’’ où on pourrait avoir des charniers possibles, des charniers probables et des charniers quasi-certains ». Pourtant, ces charniers potentiels étaient parfaitement identifiés par les organisations internationales puisque l'inhumation des corps y a été effectuée par le bataillon marocain des forces de l'ONU avec la Croix-rouge locale : « Ces corps ont été enterrés dans trois fosses communes localisées au quartier Carrefour et à Guémond. » (rapport ONU du 10 mai 2011).
- 4 avril : Le journal pro-Ouattara Le Patriote révèle « L'histoire secrète des massacres » : C'est un règlement de comptes entre partisans de Gbagbo, Wé et mercenaires libériens Wé qui aurait eu lieu avant l'arrivée des FRCI.
- 23 avril, Dominique Ouattara, Première dame de Côte d'Ivoire, a procédé à l’inauguration officielle du Centre de santé urbain « Carrefour » de Duékoué.
- 20 juillet : Le camp de réfugiés Wé de Nahibly est pris d'assaut par 500 à 1 000 personnes parmi lesquelles des militaires et miliciens pro-Ouattara. Selon l'ONU, les 36 soldats de l'ONU ont fait « face à un dilemme », tirer sur la foule ou bien laisser massacrer les habitants du camp. Ils ne tirent pas pas. L'ONU dénombrera 36 morts tandis qu'un collectif d'élu locaux dénombrera 211 tués et plus de 1 000 disparus. Plusieurs charniers seront découverts par la suite mais non fouillés, notamment dans 11 puits gardés par l'ONU. Des enquêtes sont ouvertes.

### 2013
- 25 septembre : Les hommes du 18ème contingent marocain de l’Opération des Nations unies en Côte d’Ivoire (Onuci) reçoivent à Duékoué la médaille des Nations unies pour leur engagement au service de la paix et de la réconciliation à l’ouest de Côte d’Ivoire.

### 2021
- 15 avril 2021, soit 10 ans après le massacre, Amadé Ouérémi, un proche du camp pro-Ouattara, est condamné à perpétuité pour « crimes contre l'humanité »[1].  Selon Jeune Afrique, lors du procès, Ouérémi "se décrit comme un simple élément placé sous les ordres de l’ancien commandant des Forces républicaines de Côte d’Ivoire (FRCI) pro-Ouattara, le lieutenant Coulibaly. Ce jeudi, il a désigné l’ancien comzone de Man, Losseni Fofana, comme étant celui qui a ordonné d’assaillir le quartier Carrefour de Duékoué, à l’époque tenu par l’armée ivoirienne et des milices pro-Gbagbo. « Vous étiez là quand il a donné l’ordre ? », demande le président. « Oui », répond l’accusé, sûr de lui." Finalement, Ouérémi a été condamné seul pour un crime dont le nombre de victimes n'est pas connu.

## Bilan
Les estimations varient de 152 à plus de 1 000 morts :
- les Forces républicaines d'Alassane Ouattara annoncent 152 morts ;(Sidiki Konaté, porte-parole de Guillaume Soro, Premier ministre de M. Ouattara. AFP 4 avril 2011)
- l'ONUCI parle de 330 morts ;
- le Comité international de la Croix-Rouge évoque 867 corps enterrés par la Croix-Rouge et l'ONUCI à Duékoué
- l'ONG Caritas Internationalis parle, quant à elle, de 1 000 morts et disparus
- Nouvel observateur (mai 2011) : 1000 à 2000 morts à Duékoué
- Notre Voie (journal anti-Ouattara) : 1800 tués à Duékoué, 2700 tués dans l'ouest ivoirien

## Réactions
Alassane Ouattara a d'abord contesté toute implication de ses troupes dans le massacre. Le Premier ministre Guillaume Soro a déclaré qu'il y aurait une enquête et que les responsables seraient punis. De son côté, Ban Ki-moon, le Secrétaire général des Nations unies, a exigé que « les responsables soient poursuivis ».
Le 13 avril 2011, trois jours après l'arrestation de Laurent Gbagbo, le président Alassane Ouattara annonce qu'il fait appel à  la Cour pénale internationale, pour engager des investigations sur les massacres survenus dans l'ouest de la Côte d'Ivoire. La CPI acquitte définitivement Laurent Gbagbo le 1e avril 2021.